# Porizon transfuga
Porizon transfuga là một loài tò vò trong họ Ichneumonidae.